# هيكتور فونت
هيكتور فونت (بالإسبانية: Héctor Font)‏ (مواليد 15 يونيو 1984 في فياريال - إسبانيا) لاعب كرة قدم إسباني يلعب حاليا لصالح نادي الدرجة الأولى ريال بلد الوليد الإسباني منذ 2009 في مركز الوسط المهاجم كما يجيد اللعب في مركز الجناح الأيمن والأيسر .

## روابط خارجية
- هيكتور فونت على موقع قاعدة بيانات كرة القدم.إي يو (الإنجليزية)
- هيكتور فونت على موقع Soccerway.com (الإنجليزية)
- هيكتور فونت على موقع عالم كرة القدم.نت (الإنجليزية)
- هيكتور فونت على موقع كووورة
- هيكتور فونت على موقع AS.com (الإسبانية)